# 1989–1990-es osztrák labdarúgó-bajnokság (első osztály)
Az 1989–1990-es osztrák labdarúgó-bajnokság az osztrák labdarúgó-bajnokság legmagasabb osztályának hetvenkilencedik alkalommal megrendezett bajnoki éve volt.
A pontvadászat 12 csapat részvételével zajlott. A bajnokságot a Swarovski Tirol csapata nyerte.

## Lebonyolítási rendszer
Az alapszakasz 12 csapat részvételével zajlott, melyben a csapatok oda-vissza játszottak egymással. Az alapszakasz végén az első 8 helyen végzett együttes a felsőházban (Meister-Playoff), az utolsó 4 helyezett együttes a másodosztály első négy helyezettjével kiegészülve az alsóházban (Mittleres Playoff) folytatta.

## Alapszakasz
| #  | Csapat             | M  | Gy | D  | V  | RG | KG | P  |
| -- | ------------------ | -- | -- | -- | -- | -- | -- | -- |
| 1  | FC Swarovski Tirol | 22 | 13 | 8  | 1  | 44 | 21 | 34 |
| 2  | FK Austria Wien    | 22 | 14 | 3  | 5  | 50 | 25 | 31 |
| 3  | Admira Wacker      | 22 | 13 | 3  | 6  | 58 | 38 | 29 |
| 4  | SK Rapid Wien      | 22 | 11 | 6  | 5  | 44 | 30 | 28 |
| 5  | SK Sturm Graz      | 22 | 6  | 11 | 5  | 23 | 17 | 23 |
| 6  | First Vienna FC    | 22 | 7  | 7  | 8  | 38 | 40 | 21 |
| 7  | SV Casino Salzburg | 22 | 5  | 11 | 6  | 29 | 31 | 21 |
| 8  | VSE Sankt Pölten   | 22 | 7  | 7  | 8  | 25 | 31 | 21 |
| 9  | Kremser SC         | 22 | 7  | 6  | 9  | 32 | 33 | 20 |
| 10 | SK Vorwärts Steyr  | 22 | 3  | 8  | 11 | 22 | 40 | 14 |
| 11 | Wiener SC          | 22 | 4  | 3  | 15 | 19 | 46 | 11 |
| 12 | Grazer AK          | 22 | 4  | 3  | 15 | 16 | 48 | 11 |

## Rájátszás

### Felsőház
| # | Csapat             | M  | Gy | D  | V  | RG | KG | P  |
| - | ------------------ | -- | -- | -- | -- | -- | -- | -- |
| 1 | FC Swarovski Tirol | 36 | 23 | 9  | 4  | 78 | 37 | 38 |
| 2 | FK Austria Wien    | 36 | 20 | 5  | 11 | 70 | 46 | 30 |
| 3 | SK Rapid Wien      | 36 | 17 | 10 | 9  | 69 | 52 | 30 |
| 4 | Admira Wacker      | 36 | 17 | 8  | 11 | 79 | 56 | 28 |
| 5 | SK Sturm Graz      | 36 | 10 | 16 | 10 | 34 | 30 | 25 |
| 6 | SV Casino Salzburg | 36 | 10 | 15 | 11 | 49 | 52 | 25 |
| 7 | VSE Sankt Pölten   | 36 | 9  | 16 | 11 | 45 | 54 | 24 |
| 8 | First Vienna FC    | 36 | 10 | 9  | 17 | 51 | 70 | 19 |

### Alsóház
| # | Csapat                      | M  | Gy | D | V | RG | KG | P  |
| - | --------------------------- | -- | -- | - | - | -- | -- | -- |
| 1 | SK Vorwärts Steyr           | 14 | 11 | 0 | 3 | 29 | 14 | 22 |
| 2 | Wiener SC                   | 14 | 6  | 3 | 5 | 20 | 18 | 15 |
| 3 | Kremser SC                  | 14 | 5  | 5 | 4 | 18 | 17 | 15 |
| 4 | Donawitzer SV Alpine (D2)   | 14 | 6  | 2 | 6 | 16 | 15 | 14 |
| 5 | SK VOEST Linz (D2)          | 14 | 3  | 7 | 4 | 19 | 18 | 13 |
| 6 | VfB Mödling (D2)            | 14 | 5  | 3 | 6 | 21 | 22 | 13 |
| 7 | Grazer AK                   | 14 | 4  | 3 | 7 | 18 | 25 | 11 |
| 8 | SV Spittal an der Drau (D2) | 14 | 3  | 3 | 8 | 13 | 25 | 9  |

(D2) – Másodosztályú csapatok.
- A Swarovski Tirol az 1989-90-es szezon bajnoka.
- A Swarovski Tirol részt vett az 1990–91-es bajnokcsapatok Európa-kupájában.
- Az Austria Wien részt vett az 1990–91-es kupagyőztesek Európa-kupájában.
- A Rapid Wien és  Admira Wacker részt vett az 1990–91-es UEFA-kupában.
- A Grazer AK kiesett a másodosztályba (Erste Liga).